# John Stafford Smith

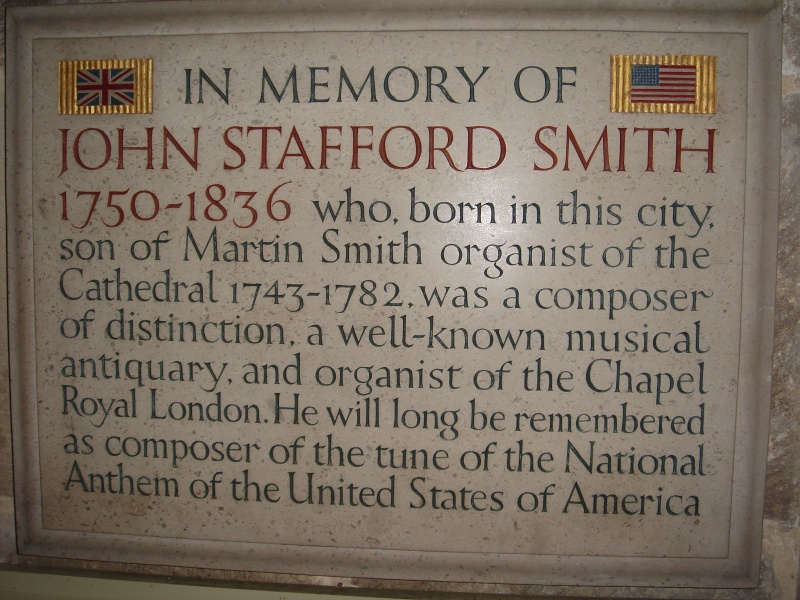
Lapida dedicada a John Stafford Smith a la catedral de Gloucester

John Stafford Smith (Gloucester, 30 de març de 1750 – Londres, 21 de setembre de 1836) fou un organista i compositor del Regne Unit.
Fou deixeble de Boyce i després d'haver estat algun temps cantor de la Capella Reial, assolí la plaça d'organista d'aquesta.
Reuní moltes de les seves composicions amb el títol de A collection of songs of various kinds for different voices (Londres, 1785). A més, publicà, una interessant antologia de música religiosa d'autors anglesos del segle xii al XVIII, Música antiqua, a selection of Music from twelfth to the eighteen century (2 t., Londres, 1812).